# 浜田漁港

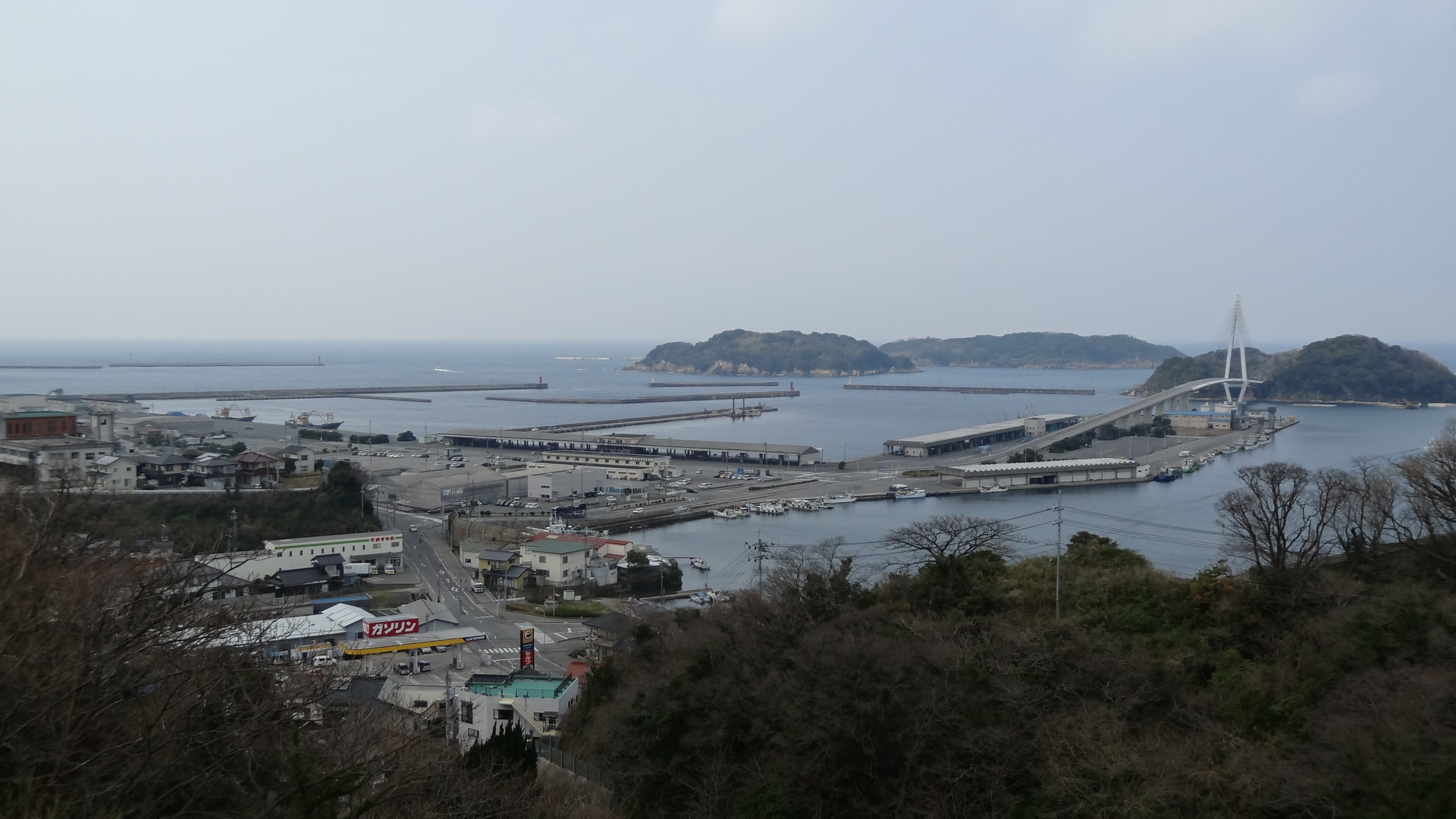
浜田漁港（道の駅ゆうひパーク浜田から撮影）

浜田漁港（はまだぎょこう）は、島根県浜田市にある特定第3種漁港である。

## 概要
通常の競りとは違い、上着の内側に手を隠して競り落とす、独特の「懐競り」を行うことで知られる。
- 管理者 - 島根県
- 漁業協同組合 - JFしまね
- 組合員数 - 545名（2001年（平成13年）12月）
- 漁港番号 - 3530010

## 歴史・沿革
- 1947年（昭和22年）12月1日 - 昭和天皇が行幸（昭和天皇の戦後巡幸の一環）[1]。
- 1952年（昭和27年）5月28日 - 第3種漁港に指定[2][3]。
- 1969年（昭和44年）3月3日 - 特定第3種漁港に指定[2]。

## 主な魚種
- カレイ - 2002年度陸揚量全国1位
- アナゴ - 2002年度陸揚量全国3位
- サワラ - 2002年度陸揚量全国3位
- アジ類 - 2002年度陸揚量全国5位
- ノドグロ
- アンコウ
- イワシ
- サバ
- ブリ類
- イカ類
- 貝類

## 主な漁業
- 沖合底曳網漁業[3]
- まき網漁業
- 一本釣漁業
- 定置網漁業